# Monoftong
Monoftong (gr. mono „jeden” i phthóngos „dźwięk”) – prosta samogłoska bez zmiany jakości (np. „u”, „a”) w przeciwieństwie do dyftongów (np. niemieckie „au”, „ei”) i tryftongów. 
Między monoftongami mogą istnieć różnice ilościowe (krótkie i długie samogłoski) i jakościowe (stopień otwarcia, zaokrąglenie warg). Dwuwymiarowego przedstawienia dostarcza trójkąt samogłosek. 
Monoftongi jak wszystkie dźwięki podlegają podczas rozwoju języka różnorakim zmianom fonetycznym. Mogą powstawać w wyniku monoftongizacji z dyftongów lub znikają z systemu w wyniku dyftongizacji.